# SFX (журнал)
«SFX» — английский журнал, посвящённый научной фантастике и фэнтези, главным образом в кино и на телевидении. Издается раз в четыре недели.

## Название
Хотя аббревиатура «SFX» в английском языке означает «спецэффект», на сайте журнала, в разделе «ЧаВО», говорится, что «SFX» назван не в честь этого: «Разумеется, это не должно переводиться, как „журнал спецэффектов“. „SF“ означает „научная фантастика“, а „X“ может означать что угодно».
«SFX» имел тенденцию помещать фото на обложке под буквой «F» под названием, таким образом слово «SFX» выглядело и могло читаться как «SEX», хотя в разделе «ЧаВО» на сайте журнала говорилось: «Хотите — верьте, хотите — нет, это не преднамеренно, и никогда не было. Это не умышленно, и вы найдете много номеров, где буква „F“ не закрыта».

## История
Журнал был основан в 1995 году Дейвом Голдером (Dave Golder) и Мэттом Билби (Matt Bielby) и стал успешным конкурентом существовавших тогда научно-фантастических изданий «Старбёрст» (Starburst) и «Зона ТВ» (TV Zone). Как и все прочие журналы издательства «Future Publishing», он привлекал внимание глянцевой обложкой, обширными описаниями и узнаваемым авторским стилем.
Мэтт Билби был главным редактором первых 13 номеров журнала, затем перешёл в сходное по тематике издание «Тотал Фильм». Дейв Голдер стал главным редактором с 14 номера, но в 2005 году передал дела Девиду Бредли. С самого начала журнал «SFX» стал лидером на рынке и сейчас является одним из самых популярных научно-фантастических изданий в Великобритании. Работники журнала менялись, и многие бывшие сотрудники продолжали писать для него как внештатные авторы. Известный английский научно-фантастический писатель Дэйв Лэнгфорд с самого первого выпуска журнала ведёт специальную колонку), и некоторые другие известные личности из мира кино и телевидения также сотрудничают с журналом (например, английский актёр Саймон Пегг).
В 2014 году сайт журнала закрылся и стал редиректом на подраздел сайта о видеоиграх GamesRadar, посвящённый SFX. Команда журнала стала работать на GamesRadar.

## Стиль и содержание
Политикой журнала дозволяется выражать резкие суждения, а иногда и чрезвычайно критично отзываться о фильмах, книгах или телешоу, о которых положительно писалось в других изданиях). Бывает также, что статьи журнала противоречат друг другу в оценке — например, статьи, в которых первые сезоны сериала «Звёздные врата: SG-1» (Stargate SG-1) названы «ужасным мусором» были смягчены весьма положительными заметками о последующих сезонах. То же самое нельзя не сказать о критическом отношении журнала к сериалу «Звездный путь» (см. Звёздный путь: Оригинальный сериал), особенно к сериям «Вояджер», хотя отношение к сериалу стало положительным начиная с серий «Глубокий космос 9» и до конца сериала, а в юбилейном, 200-м номере «Звёздный путь» даже был вынесен на обложку как главная тема. Однако, журнал является отражением сотрудничества многих различных авторов и поэтому нельзя говорит о его собственном «мнении».

## SFX Awards
Награды SFX Awards отмечают достижения предыдущего года в научной фантастике, и за них проголосовали читатели журнала SFX. Первая премия SFX состоялась в 1997 году.
Победители были объявлены на SFX Weekender (научно-фантастический фестиваль в Северном Уэльсе) и в журнале. В 2013 году мероприятие продолжалось под названием SciFi Weekender без спонсорской поддержки SFX.